# Nicolas Belda
Le caporal-chef Nicolas Belda (né à Albi le 3 avril 1986 et mort au combat le 14 mars 2009) est un soldat français membre de la compagnie d'éclairage et d'appui du 27e bataillon de chasseurs alpins, tué au combat par des insurgés afghans au cours de la bataille d'Alasaï (guerre d'Afghanistan).

## Biographie

### Carrière militaire
Nicolas Belda rejoint le 27e Bataillon de Chasseurs Alpins (27e BCA) en 2004. À l’issue de sa formation initiale, il est affecté à la Compagnie d’Eclairage et d’Appui (CEA) du 27e BCA. Il sert au Tchad au 2e semestre 2005 dans le cadre de l'Opération Épervier sous les ordres du colonel Houssay puis en Guyane en 2006. Il est nommé caporal la même année.

### Bataille d'Alasai
Déployé en Afghanistan le 19 novembre 2008 au sein du GTIA 27, il sert en tant que pilote de VAB à la 4e compagnie, stationnée sur la Base opérationnelle avancée (FOB) de Nijrab. Le 14 mars démarre l'offensive conjointe des forces françaises, américaines et afghanes dans la vallée d'Alasaï baptisée « opération Dinner Out », le GTIA 27 sous le commandement du colonel Nicolas Le Nen est engagé aux côtés d’un bataillon de l’Armée nationale afghane (ANA) Plusieurs chars français et Afghans au sol appuient l'offensive terrestre et un appui aérien est assuré par l'aviation américaine.
Aux alentours de 18 heures, le caporal Belda est tué par un tir de RPG 7 qui atteint son VAB au niveau du poste de pilotage.
Le caporal Belda est promu au grade supérieur de caporal chef à titre posthume par le ministre de la Défense.

## Hommages
Un hommage lui est rendu à Albi, sa ville de naissance le 11 novembre 2013. 
En 2019, pour le dixième anniversaire de l’engagement du 27e Bataillon de chasseurs alpins en Afghanistan, un autre hommage lui est rendu.